# Heterokonta
Heterokonta, Stramenopiles или Chromista је велика група протиста, која обухвата око 10.500 врста. Припадници ове групе су веома разноврсни у морфолошким карактеристикама, величини, еколошким улогама. Заједничке карактеристике су присуство два бича различите грађе и дужине, и код аутотрофних група присуство хлоропласта са четири мембране.